# 가와카미 겐사이
가와카미 겐사이(일본어: 河上彦斎, 1834년 12월 4일 ~ 1871년 1월 13일)는 존황양이파 무사로 구마모토 번사이다. 휘는 하루아키라(玄明). 막말 사대 히토키리(幕末の四大人斬り) 중 한 사람이었다.

## 생애
분큐 3년, 그의 나이 30세 때에 구마모토번 친병 선발에서 미야베 데이조와 동격의 간부에게 추천되었다. 일반적으로 그는 '많은 숫자의 사람을 벤 겐사이'로 불리고 있지만, 겐사이가 벤 인물로 확실한 것은 사쿠마 쇼잔만이 유일하고, 그가 언제 누구를 베었는지 명확하게 밝혀지지 않았다. 그의 용모는 신장 5자 전후(150cm 정도)로, 몸집이 작고, 살갗이 희었던 점 때문에 일견(一見), 언뜻 보기에는 여성 같았다고 한다. 또 그는 이론보다 실제적인 검법을 가진 한 손 발도(拔刀)의 달인(達人) (한쪽 무릎이 지면에 닿을 정도로 낮은 자세에서 거꾸로 베는 것)이었다고 전해지고 있다.
호키류 거합을 수행했다는 설이 있지만, 그 근거가 되고 있는 것은 당시 구마모토번에서 가장 번성했던 거합이 호키류였다는 일과, 이 호키류에는 역가사참(逆袈裟斬)이 많았다는 점이 그 이유가 되고 있다. 또한 그 당시 그는 에도 막부 말기의 4명의 무사 중에서 가장 두려운 존재로 받아들여졌는데, 그 이유는 바로 대낮에 당당히 사쿠마 쇼잔을 암살하고 목격자나 흔적을 남기지 않았다는 것이다.
8월 18일의 정변 후, 조슈에서 산조 사네토미의 경호를 맡은 그는, 겐지 원년 6월의 이케다야 사건으로 인해 신센구미에 토벌당한 미야베 데이조의 원수를 갚으려는 목적으로 다시 교토로 향한다. 겐지 원년 7월 11일, 개국론자의 중진에 있었던 사쿠마 쇼잔을 베었고, 겐사이는 쇼잔 암살 이후 다시는 사람을 베지 않았다고 한다(아마 인간적으로 애정을 상당히 이 자, 사쿠마 쇼잔에게 개인적인 친분이 있었던 듯싶다. 그전까지는 마치 인형이나 볏짚단 베듯이 사람들을 무수히 베어 넘겼었다고 한다).
제2차 조슈 정벌 때에 그는 조슈군에 참전했고, 조슈군은 승리를 올린다. 그는 게이오 3년에 번으로 돌아왔지만, 당시 구마모토번은 막부를 지지하는 좌막파가 실권을 잡고 있었기 때문에 투옥되고 말았고, 이 때문에 대정봉환, 왕정복고, 도바 후시미 전투 기간에는 감옥에서 보냈다. 게이오 4년 2월, 좌막파가 실권을 잡고 있었던 구마모토번은 유신의 물결에 끼어들기 위해 겐사이에게 협력을 요청하지만 그는 이 요청을 거절한다.
유신 후 개국 정책을 펴는 신정부는 언제까지나 양이를 내거는 겐사이를 두려워했다. 이경사건에 관여한 혐의와 히로사와 사네오미의 암살 혐의를 쓴 그는 메이지 4년 12월에 참수되었다. 그러나 겐사이는 이 암살 사건과는 관계가 없다는 것이 드러났고, 신 일본 정부의 방침에 따르지 않았던 것이 참수의 이유로 여겨진다.

## 일화
지사들이 모임을 가졌을 때, 술 자리에서 바쿠후의 어떤 신하의 일이 비난의 대상에 올랐다. 술에 취한 지사들이 한창 기염을 올리고 있을 때 가와카미 겐사이가 그 자리를 떠났다. 잠시 후 술 자리로 돌아온 겐사이는 화제에 오른 바쿠후의 신하인 사쿠마 쇼잔의 목을 베어왔다고 한다.

## 허구에서의 겐사이
일본의 애니메이션 《바람의 검심》의 주인공 히무라 켄신과 《은혼》의 등장인물 ‘가와카미 반사이’는 가와카미 겐사이를 모티브로 한 것이다.

## 같이 보기
- 사쿠마 쇼잔